# Zvučni alveolarni ploziv
Zvučni alveolarni ploziv suglasnik je koji postoji u mnogim jezicima, a u međunarodnoj fonetskoj abecedi za njega se koristi simbol [d].
Glas ima nekoliko varijanti (dentalnu, alveolarnu, postalveolarnu).
Glas postoji u standardnom hrvatskom i svim narječjima; svi pravopisi hrvatskog jezika također se koriste simbolom d, (vidjeti slovo d).
Karakteristike su:
- po načinu tvorbe jest ploziv
- po mjestu tvorbe jest alveolarni suglasnik
- po zvučnosti jest zvučan.

Glas se nalazi u 26,6 % svih jezika zabilježenih u bazi podataka UPSID.

## Vanjske poveznice
- UCLA Phonological Segment Inventory Database (UPSID)(eng.)